# Thomas Klement
Thomas Klement ist ein ehemaliger deutscher Basketballspieler.

## Laufbahn
Klement wurde in der Saison 1982/83 in der Basketball-Bundesliga-Mannschaft des MTV 1846 Gießen in neun Spielen eingesetzt. Er erreichte einen Mittelwert von 1,8 Punkten je Begegnung. 1983 verließ er Gießen und wechselte nach Ober-Ramstadt.